# Georg Nußpicker (Vizekanzler)
Georg Nußpicker (der Jüngere) (auch Jörg Nusspicker; * um 1495, wahrscheinlich in Marburg; † 8. Juli 1540 in Hagenau) war ein Jurist, Verwaltungsbeamter und Politiker in der Landgrafschaft Hessen-Kassel.

## Familie
Seine Eltern waren der Jurist und landgräflich-hessische Verwaltungsbeamte Georg Nußpicker (der Ältere) († 1525) und dessen Ehefrau Elisabeth geb. Korbach († 1569). Unter seinen sechs Geschwistern waren Elisabeth (1507–1569), die 1530 den späteren Kanzler Heinrich Lersner heiratete, Katharina (1509–1590), die 1535 (in dessen zweiter Ehe) den Kanzler Johann Feige heiratete, und Michael († 1574), der hoher landgräflicher Finanzbeamter wurde und u. a. 1549/50 Bürgermeister in Kassel war.
Er selbst heiratete am 20. Juni 1528 Ottilia Müller, mit der er zwei Töchter und zwei Söhne hatte.

## Leben und Wirken
Er studierte ab 1511 Jura in Erfurt. In landgräflich hessischen Dienst trat er vermutlich 1518, als Philipp I. die Herrschaft in Hessen von seiner Mutter Anna übernahm: in diesem Jahr wird er als Kanzleischreiber in Marburg und dann auch als Hofgerichtsschreiber am dortigen Hofgericht bekundet. 1522 wurde er Sekretär und von 1524 bis 1528 war er gleichzeitig Sekretär beim hessischen Landvogt an der Lahn und Hofgerichtssekretär, ab 1525 daneben auch Notar am Hofgericht. Danach ging er nach Kassel, wo er 1526 als Chorherr des Kollegiatstifts St. Martin zu Kassel genannt wird, wohl im Zuge der dortigen Einführung der Reformation.
1529 wurde er von Landgraf Philipp zum Vizekanzler ernannt, und dieses Amt bekleidete er bis zu seinem Tod. 1530 war er einer der hessischen Vertreter auf dem Reichstag zu Augsburg. 1532/33 war er einer der drei hessischen Abgesandten in Münster, die den Vertrag zwischen der Stadt Münster und ihrem Landesherrn, Bischof Franz von Waldeck, vermittelten, mit dem die Religionsfreiheit – und damit die Einführung des Protestantismus in der Stadt – reichsrechtlich bestätigt wurde.
Eingedenk ihrer wertvollen Dienste belehnte Landgraf Philipp seinen Vizekanzler Georg Nußpicker und seinen Rat Johann Fischer gen. Walter im Jahre 1534, nach dem Erlöschen des Geschlechts derer von Holzheim, mit jeweils einer Hälfte des Dorfes und der Niedergerichtsbarkeit Elfershausen bei Malsfeld.
Georg Nußpicker starb als hessischer Gesandter im Verlauf des Hagenauer Religionsgesprächs.